# Ståltjärnarna (Idre socken, Dalarna, 688841-133095)
Ståltjärnarna är en sjö i Älvdalens kommun i Dalarna och ingår i Dalälvens huvudavrinningsområde. Sjön har en area på 0,237 kvadratkilometer och ligger 728 meter över havet. Vid provfiske har elritsa och röding fångats i sjön.

## Delavrinningsområde
Ståltjärnarna ingår i det delavrinningsområde (688486-133107) som SMHI kallar för Mynnar i Storån. Medelhöjden är 726 meter över havet och ytan är 54,46 kvadratkilometer. Räknas de 5 avrinningsområdena uppströms in blir den ackumulerade arean 125,68 kvadratkilometer. Foskan som avvattnar avrinningsområdet har biflödesordning 3, vilket innebär att vattnet flödar genom totalt 3 vattendrag innan det når havet efter 490 kilometer. Avrinningsområdet består mestadels av skog (56 procent) och kalfjäll (34 procent). Avrinningsområdet har 0,39 kvadratkilometer vattenytor vilket ger det en sjöprocent på 0,6 procent.